# Parafia Ewangelicko-Augsburska w Lesznie
Parafia Ewangelicko-Augsburska w Lesznie – zbór Kościoła Ewangelicko-Augsburskiego, założony w 1926, lecz tradycją sięgający XVI i XVII w. Należy do diecezji pomorsko-wielkopolskiej. Kaplica mieści się przy ul. Paderewskiego 11, biuro parafialne przy ul. Paderewskiego 10.

## Rys historyczny
Parafia leszczyńska nawiązuje do historii zboru braci czeskich, którzy przybyli do Leszna z ojczyzny w połowie XVI w., tworząc parafię św. Jana (pierwszy duchowny wzmiankowany w 1555) i podczas wojny trzydziestoletniej w XVII w., oraz zboru luterańskiego Świętego Krzyża, założonego przez uchodźców religijnych z Góry na Śląsku (1628-1629). Od początku XVII w. bracia czescy oprócz nabożeństw w języku niemieckim i czeskim, odprawiali też nabożeństwa polskie (pierwszym kaznodzieją polskim był Jan Musonius). Od XVIII w. język polski w liturgii był już używany rzadziej, głównie dla okolicznej polskiej szlachty, jednak czynności kościelne w reformowanej parafii św. Jana przetrwały w ograniczonym zakresie aż do I wojny światowej. Z Lesznem były związane postacie znanych w kraju duchownych, m.in. księży Bogusława Kasjusza, Jana T. Wojdę, Karola Bogumiła Diehla i świeckich, jak dr Jerzy Chrystian Arnold czy Gustaw Potworowski. Oprócz dwóch wspomnianych parafii, w 1855 powstał niewielki zbór staroluterański.

## W II Rzeczypospolitej
Po powrocie Leszna do Polski po I wojnie światowej, ponownie się pojawili w większej liczbie ewangelicy-Polacy, przeważnie luteranie. Pierwsze nabożeństwo odprawił dla nich ks. Gustaw Manitius z Poznania w kaplicy staroluterskiej przy ul. Paderewskiego, która do dziś pozostaje miejscem nabożeństw leszczyńskich ewangelików. 6 marca 1926 odbyło się zebranie organizacyjne polskiego zboru liczącego z czasem kilkadziesiąt osób, który stał się filiałem parafii poznańskiej. Wśród osób aktywnych w okresie międzywojennym byli m.in. Teodor Betting, właściciel fabryki fortepianów w Lesznie, Artur Ecke, właściciel fabryki fortepianów w Rawiczu, inżynier PKP Tadeusz Fijałkiewicz i dr Edmund Moenke, lekarz pediatra (zamordowany w Katyniu). W latach 30. polskie nabożeństwa odprawiano również co pewien czas w zakrystii kościoła ewangelickiego w Rawiczu. Podczas okupacji hitlerowskiej dalsze istnienie polskiej placówki kościelnej nie było możliwe.

## Lata 1945-2001
Po wojnie, pierwsze nabożeństwo w miejscowej kaplicy odprawił 27 października 1946 ks. Karol Świtalski z Poznania, który też zorganizował nauczanie religii. Parokrotnie w następnych latach odbywała się konfirmacja. Zborem w Lesznie opiekowali się kolejni duszpasterze z Poznania, m.in. ks. Włodzimierz Missol, Jan Walter i Tadeusz Raszyk. W latach 2000–2006 miejscowym wikariuszem był ks. Sławomir Janusz Sikora, początkowo jeszcze jako student teologii, od 26 grudnia 2002 jako ordynowany duchowny.

## Samodzielna parafia
26 maja 2001  Konsystorz podjął uchwałę o przekształceniu zboru w samodzielną parafię, której administratorem pozostał ks. Tadeusz Raszyk. Decyzję tę wcielono w życie podczas uroczystego nabożeństwa 13 stycznia 2002, z udziałem ks. bpa Janusza Jaguckiego i ks. bpa Michała Warczyńskiego, który dokonał introdukcji nowo wybranej rady parafialnej. Kolejnym wikariuszem parafii poznańskiej w Lesznie w 2006 r. został ks. Waldemar Gabryś z Hażlacha, wybrany przez wiernych na stanowisko proboszcza i uroczyście wprowadzony w urząd 29 czerwca 2008.
Nabożeństwa odbywają się w kaplicy przy ul. Paderewskiego 11. Jest ona skromną jednonawową budowlą wzniesioną w 1892 według projektu Hermanna Nergera w stylu neogotyku angielskiego. W 2003 kaplicę odnowiono. Obok znajduje się dom parafialny. Parafia posiada filiał w Rawiczu. Parafia ewangelicko-augsburska w Lesznie bierze aktywny udział w życiu miasta i regionu, w inicjatywach charytatywnych i kulturalnych, jest też miejscem spotkań ekumenicznych.